# Неферкара IV Хенду

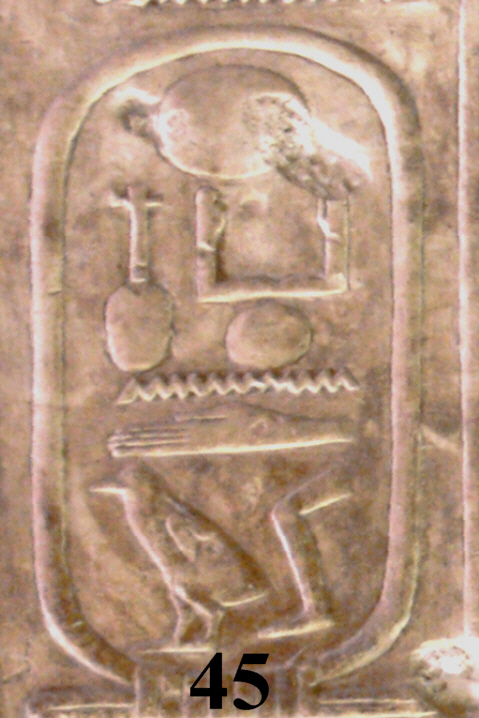
Неферкара IV Хенду

Неферкара IV Хенду — фараон Древнего Египта из VIII династии, правил в XXII веке до н. э.
Фараон известен только из Абидосского списка. Ни его гробница, ни сохранившиеся от его правления памятники не известны, за исключением одной цилиндрической печати с именем «Хенди», которую Генри Франкфорт в 1926 году определил как относящуюся к этому фараону (отдельные современные исследователи, впрочем, связывают её с поздним гиксосским фараоном Хамуди). Вряд ли его правление превышало несколько лет.

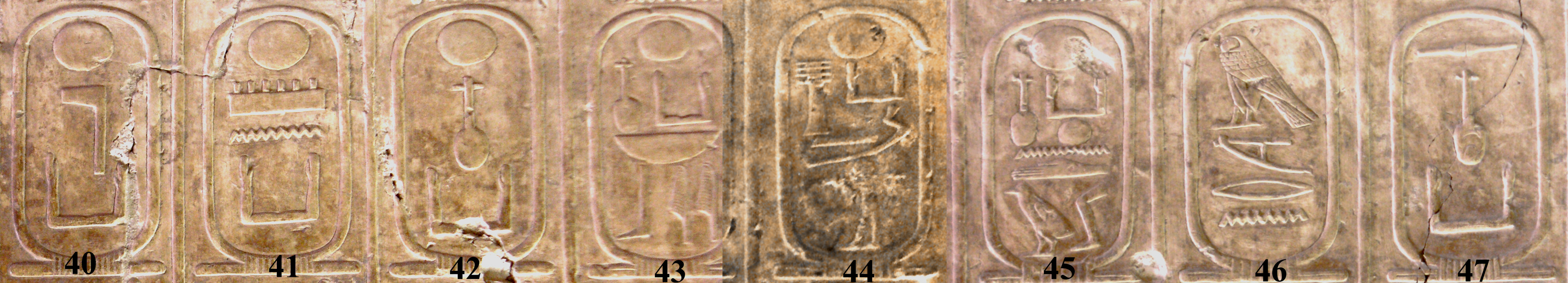
Абидосский список (фрагмент). Неферкара Хенду записан под № 45